# District de Bácsalmás
Le district de Bácsalmás (en hongrois : Bácsalmási járás) est un des 11 districts du comitat de Bács-Kiskun en Hongrie. Créé en 2013, il rassemble dix localités dont une ville, Bácsalmás, le chef-lieu du district.
Cette entité existait déjà auparavant jusqu'en 1950 dans le comitat de Bács-Bodrog puis jusqu'en 1962 dans le comitat de Bács Kiskun avant la réforme territoriale de 1983 qui a vu la suppression des districts de Hongrie.

## Localités
| Nom        | Statut         | Superficie (km²) | Population (2013) |
| ---------- | -------------- | ---------------- | ----------------- |
| Bácsalmás  | Ville          | 108,32           | 6 811             |
| Bácsbokod  | Grande-commune | 63,93            | 2 656             |
| Bácsborsód | Commune        | 77,52            | 1 179             |
| Bácsszőlős | Commune        | 38,83            | 349               |
| Csikéria   | Commune        | 25,81            | 868               |
| Katymár    | Commune        | 71,08            | 1 951             |
| Kunbaja    | Commune        | 33,72            | 1 562             |
| Madaras    | Commune        | 49,30            | 2 903             |
| Mátételke  | Commune        | 27,93            | 476               |
| Tataháza   | Commune        | 26,10            | 1 228             |